# Joos Aerts
Joos Aerts (... – 1577) è stato uno scultore olandese.
Fu autore, tra il 1558 e il 1562, del monumento a Carlo il Temerario nella Chiesa di Nostra Signora a Bruges (1562).